# Tongeia ion
Tongeia ion is een vlinder uit de familie van de Lycaenidae. De wetenschappelijke naam van de soort is voor het eerst gepubliceerd in 1891 door John Henry Leech.

## Verspreiding
De soort komt voor in westelijk China tussen 1500 en 2600 meter hoogte.
De vliegtijd is in juni en juli.

## Ondersoorten
- Tongeia ion ion (Leech, 1891)
- Tongeia ion cratylus (Fruhstorfer, 1915)
  - = Everes ion cratylus Fruhstorfer, 1915
  - = Elkalyce ion cratylus  (Fruhstorfer, 1915)
- Tongeia ion cellariusi (Bollow, 1930)
  - = Everes cellariusi Bollow, 1930